# Vídeo 360°
El vídeo 360°, vídeo esfèric o vídeo immersiu, és un sistema d'enregistrament de vídeo fruit de l'evolució de la fotografia panoràmica digital l'any 2010. Aquest mètode d'enregistrament es basa en la gravació amb una càmera omnidireccional o amb diversos equips de gravació, aconseguint un efecte de panoramització de l'escenari on es desenvolupa l'acció del clip. Un cop post-processat, l'usuari pot controlar amb el cursor, des del reproductor de vídeo, l'experiència de visualització del vídeo en 360°.

## Història
La creació i visualització de la fotografia panoràmica digital mitjançant softwares d'edició l'any 2006 suposa un avançament vers l'experiència visual de l'espectador. Aquesta fotografia es basa en la realització de diverses fotografies d'un mateix espai des de diferents angles, que després de l'edició digital formen una sola imatge a gran escala. Aquesta tecnologia permet realitzar fotografies a 360° que després podran ser visualitzades arrossegant el cursor sobre la imatge, creant una primera sensació de realitat virtual. Aviat el sistema evoluciona per crear el vídeo 360° basat en el mateix funcionament incorporant el llenguatge audiovisual l'any 2010.

## Desenvolupament i plataformes
El mes de març de 2015 plataformes de vídeo com Youtube incorporen una actualització al seu reproductor de vídeos que permet, als usuaris i consumidors i productors, pujar vídeos i visualitzar-los en format vídeo 360°. Aquesta actualització és un pas més cap a la llibertat del consum i generació de continguts que ofereix la plataforma amb l'eslògan Broadcast yourself" (emet-te). Uns mesos després, la xarxa social Facebook ofereix també el servei de pujar i reproduir vídeos en 360°.
El vídeo 360° pot ser creat amb diferents mitjans:
1. Amb una càmera omnidireccional.
2. Amb un muntatge de 6 càmeres GoPro.
3. Amb telèfons Smartphone que ja ofereixen la possibiitat de gravar amb aquest format.

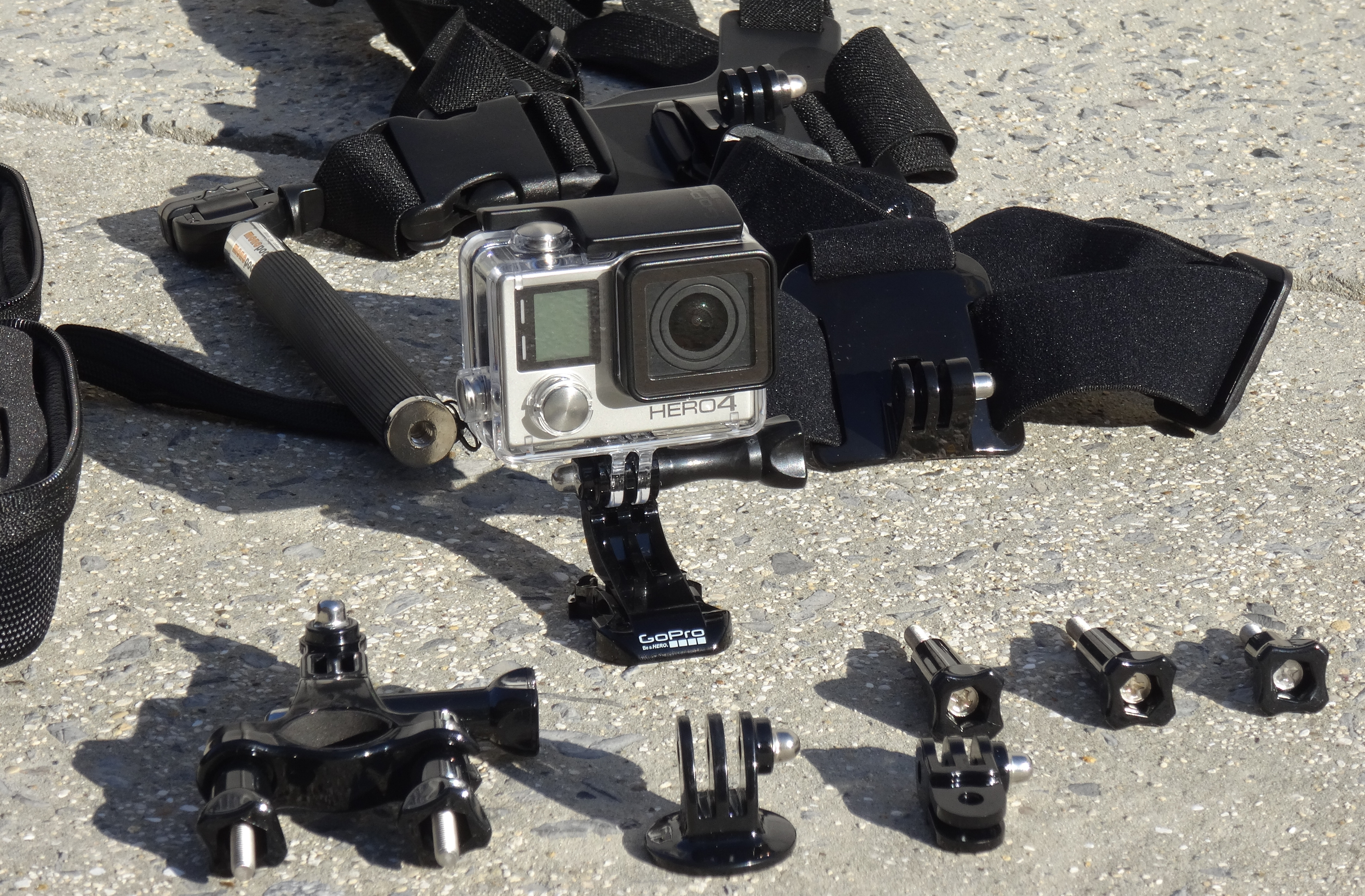
Per tal de crear un vídeo s'utilitzarien 6 càmeres GoPro.

S'ha de tenir en compte que, a data d'abril de 2016, plataformes de vídeo com Youtube únicament accepten vídeos 360° enregistrats amb els següents models: Kodak PixPro Sp360, Ricoh Theta, IC RealTech Allie i Giroptic 360cam. Alguns d'aquests dispositius encara no han sortit a la venda.
Per tal de compilar les imatges, alguns dels sofwares més utilitzats pels usuaris són els programes Kolor Autopano o Video Stitch, que permeten pujar els vídeos enregistrats perquè després els ajuntin de forma adequada.
Per compartir-lo a portals com Youtube o Facebook és important que el vídeo conservi les dades EXIF i que puguin ser reconegudes fàcilment per les plataformes creadores de 360°.

### Exemples de vídeo 360°
- 360° Cockpit View Fighter Jet Patrouille Suisse.[8] Gràcies a la realització del vídeo en 360° l'experiència de visualització és més real.
- MythBusters: Shark Shipwreck. El programa Myth Busters va enregistrar un dels seus programes amb el sistema de vídeo 360°.[9]
- Dreams of Dalí: 360° Video. El video 360° va més enllà, i en la seva creació ja hi intervenen d'altres recursos com la creació digital de la imatge en 3D.[10]

## Dispositius compatibles

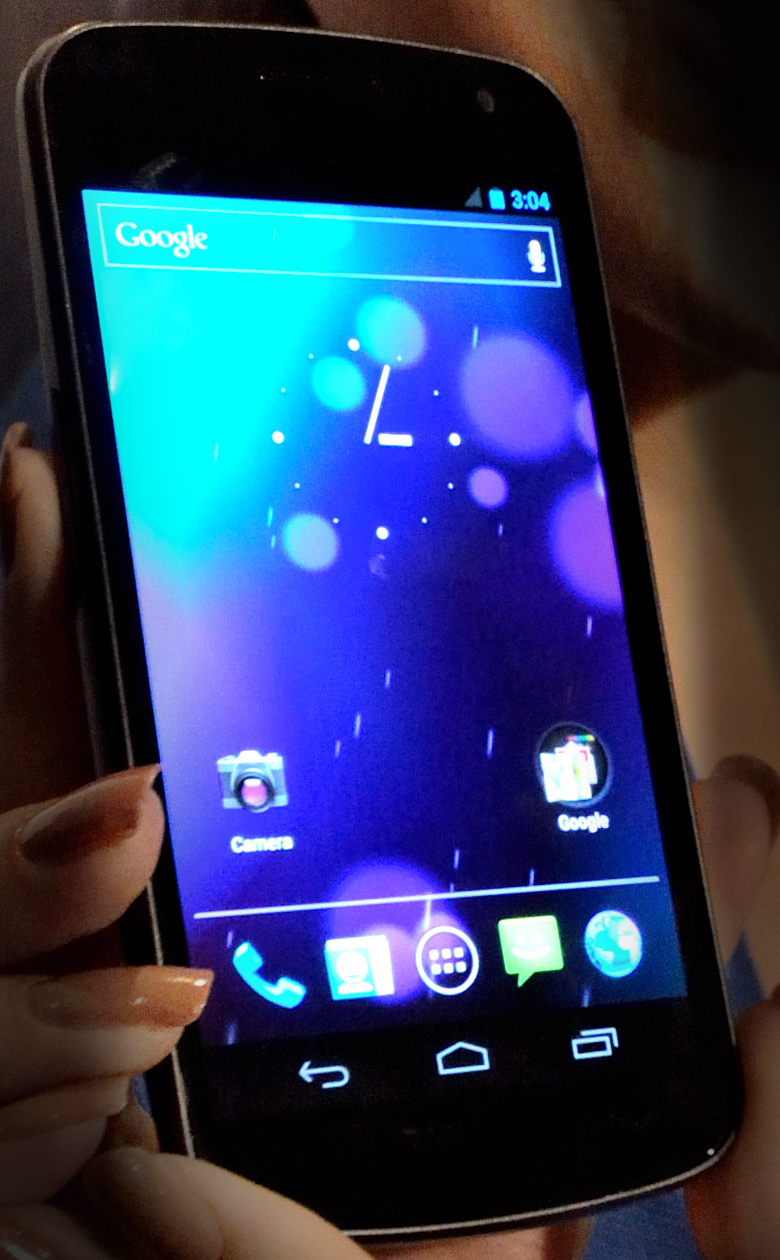
Galaxy Nexus, Smartphone a través del qual es poden crear vídeos 360° mitjançant l'accessori Kogeto Dot 360° Panoramic.

Al mes d'abril de 2016, Smartphone que reprodueixen els vídeos 360° són els següents:
- Google Nexus 4-5-6
- Motorola Moxo X
- Samsung Galaxy Note 4
- Jiayu F 3-4-5
- HTC One
- One Plus One
- iPhone 5, 5s, 6, 6S Plus
- HTC EVO 3d
- HTC One Mini S-X-X+
- HTC Sensation-Sensation XE
- HTC Velocity 4G
- BQ 5.5
- Huawei Ascent G615
- La majoria de dispositius LG i SONY.

## Aplicacions

### Vídeo - màrketing
Els vídeos 360° representen un mitjà molt utilitzat en tècniques de vídeo - màrketing i innovació en la publicitat i eines de promoció. Marques de producte, videoclip, tràilers, documentals o fins i tot pel·lícules són alguns dels vessants audiovisuals que cada cop més utilitzen aquesta tecnologia com a mitjà comunicatiu.
Marques i campanyes
- Nescafé 360°. Good morning world. Campanya de màrketing de Nescafé on la imatge 360° et permet seguir els sons, també panoramitzats.[12]
- Star Wars: 360° Virtual Reality. Campanya de promoció de la pel·lícula Star Wars l'any 2016.[13]
- FC Barcelona's 2015-16 unveiling on 360° CAM. Campanya del FC Barcelona que et permet tenir la sensació d'estar dins el camp.[14]

### Videoclip musical
Grups musicals també fan ús d'aquesta tècnica, que permet una creació més lliure i una interacció amb el públic més propera, per experimentar i mostrar un factor diferencial respecte els videoclips convencionals.
Videoclips musicals
- Noa Neal "Graffiti" 4K Music Video Clip. Primer videoclip musical realitzat amb la tècnica 360°.[15]
- Avicci - Waiting For Love.[16]
- Muse - Revolt

## Google Cardboard

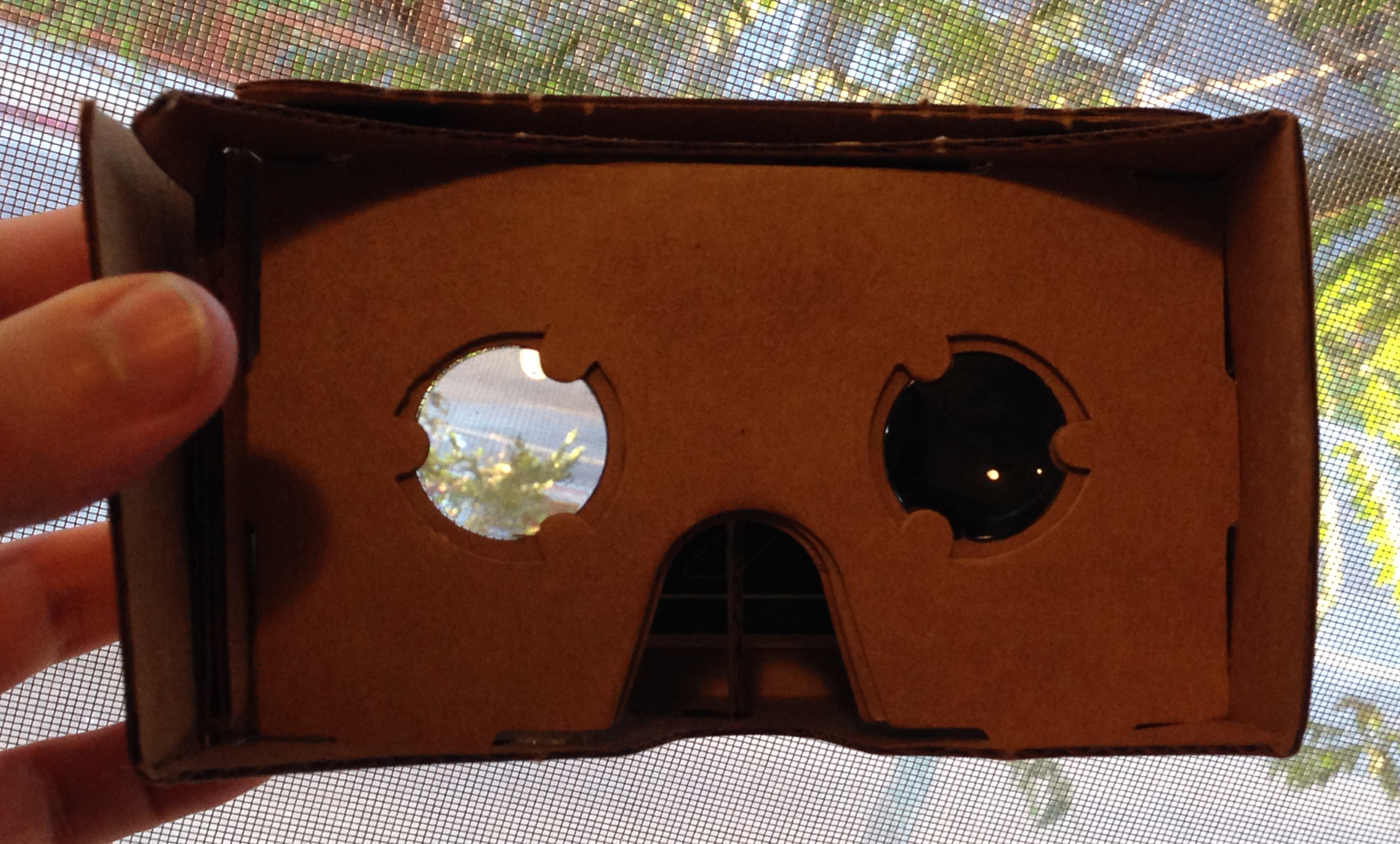
Ulleres Google Cardboard.

En addició a aquesta tecnologia, l'empresa Google desenvolupa el 2015 les ulleres Google Cardboard, que amb la seva senzilla fabricació permeten col·locar l'Smartphone davant de la vista per viure una experiència 360° en primera persona. Veure realitat virtual.
La versió per al consumidor va estar prevista per l'any 2016. Ara, ja es pot comprar.

## Enllaços externs

Fotografia panoràmica (fes click per veure-la correctament)